# Edwardsia rigida
Edwardsia rigida is een zeeanemonensoort uit de familie Edwardsiidae. De anemoon komt uit het geslacht Edwardsia. Edwardsia rigida werd in 1882 voor het eerst wetenschappelijk beschreven door Marion. 